# Гранвил (Ајова)
Гранвил (енгл. Granville) град је у америчкој савезној држави Ајова. По попису становништва из 2010. у њему је живело 312 становника.

## Демографија
Према попису становништва из 2010. у граду је живело 312 становника, што је -13 (-4.0%) становника више него 2000. године.
| Група             | 2000.       | 2010.       |
| Белци             | 321 (98,8%) | 263 (84,3%) |
| Афроамериканци    | 0 (0,0%)    | 2 (0,6%)    |
| Азијати           | 0 (0,0%)    | 1 (0,3%)    |
| Хиспаноамериканци | 2 (0,6%)    | 41 (13,1%)  |
| Укупно            | 325         | 312         |